# میک وینگرت
میک وینگرت (انگلیسی: Mick Wingert؛ زادهٔ ۴ ژوئیهٔ ۱۹۷۴) صداپیشه و کمدین اهل ایالات متحده آمریکا است. وی از سال ۲۰۰۰ میلادی تاکنون مشغول فعالیت بوده‌است.

## فعالیت‌ها
فهرست برخی پویانمایی‌ها یا بازی‌های ویدئویی که وی صداپیشگی آن‌ها را برعهده داشته‌است:
- پاندای کونگ‌فوکار ۳
- آوریل و جهان فوق العاده
- بتمن: حمله به آرکام
- دزدان دریایی پری
- شاهدخت و قورباغه
- پاندای کونگ‌فوکار: افسانه‌های شگفت‌انگیز
- تعطیلات پاندای کونگ‌فوکار
- والدین نسبتاً عجیب و غریب
- گرداوری انتقامجویان
- جزیره مرده
- جزیره مرده ۲
- تأثیر فراگیر ۲